# نفت خام اوکلاهما (فیلم)
نفت خام اوکلاهما (به انگلیسی: Oklahoma Crude) فیلمی محصول سال ۱۹۷۳ و به کارگردانی استنلی کریمر است. در این فیلم بازیگرانی همچون جرج سی. اسکات، فی داناوی، جان میلز، جک پالانس، هاروی جیسون، هاروی پری، هل اسمیت، لری دی. مان و جان دیرکز ایفای نقش کرده‌اند.